# Antechinostrongylus disgubernaculus
Antechinostrongylus disgubernaculus ist ein bislang nur bei der tasmanischen Swainson-Breitfußbeutelmaus (Antechinus swainsonii) beschriebener Parasit der Lunge. Er ist bislang auch der einzige Vertreter der Gattung Antechinostrongylus.

## Merkmale
Antechinostrongylus disgubernaculus ist ein kleiner Fadenwurm mit glatter Kutikula. Die Mundöffnung ist von drei kleinen Lippen mit drei kleinen Papillen umgeben. Darüber hinaus gibt es vier kleine Kopfpapillen. Der Ösophagus ist schlüsselförmig. Die Exkretionspore liegt deutlich vor dem Ösophagus-Darm-Übergang. Das Schwanzende der Männchen ist bauchwärts abgebogen. Die Bursa copulatrix ist klein und unvollständig, da die beiden Hälften vor dem Anus nicht vereinigt sind. Die Bursarippen sind kurz und keulenförmig, die bauchseitigen vereinigen sich zur einer Papille, die seitlichen entspringen aus einem gemeinsamen Stamm und teilen sich am Ende in drei fingerförmige Strahlen. Jeder dieser Stzarhlen hat wie die Bauchpapille eine einzelne Nervenendigung. Die externodorsalen Rippen sind klein, aber separiert, eine rückenseitige Rippe fehlt. Die beiden Spicula sind klein, leicht bogenförmig und nur gerin sklerosiert. Ihre Leitstruktur (Guberbaculum) ist komplex aufgebaut und besteht aus zwei löffelförmigen Teilen. Der Schwanz der Weibchen ist kurz, Anus und Vulva liegen dicht vor dem Hinterende. Die Weibchen sind ovovivipar.